# Laco Uhrenmanufaktur
Die Laco Uhrenmanufaktur GmbH ist ein deutscher Uhrenhersteller und wurde 1925 von Frieda Lacher und Ludwig Hummel unter dem Namen Lacher & Co. in Pforzheim gegründet.

## Geschichte

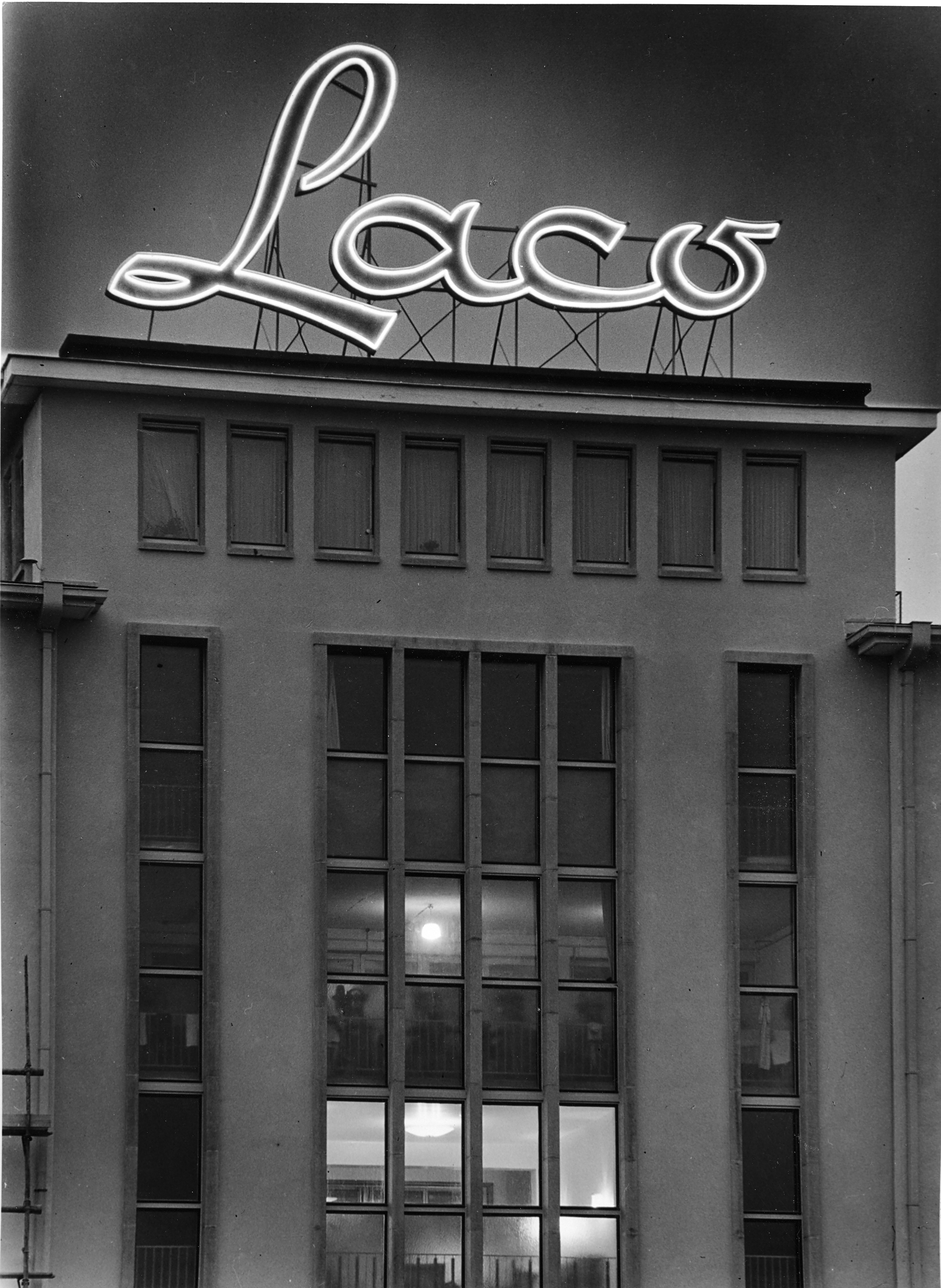
Die Laco Uhrenmanufaktur

Der Unternehmensname Laco entstand aus dem Familiennamen Lacher und der Abkürzung Co. Zur Gründungszeit der Uhrenmanufaktur Mitte der 1920er Jahre pflegten vielen Uhrenhersteller in Pforzheim, ihre Gehäuse fast ausschließlich mit Schweizer Uhrwerken zu versehen. Diese wurden entweder komplett geliefert oder in Einzelteilen, die Arbeiter in den Fabriken selber zusammensetzten, um die Uhrwerke fertigzustellen. Das bedeutete erhebliche Zolleinsparungen.

Das Unternehmen startete erfolgreich, doch nach einigen Jahren gingen die Gründer getrennte Wege.

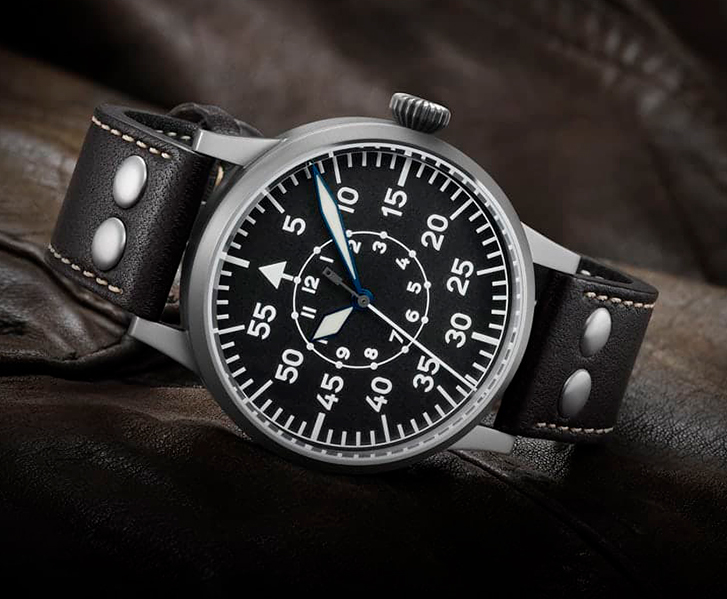
Moderne Interpretation einer B-Muster Beobachtungsuhr

 Hummel (* 26. Juli 1889) blieb bei dem ursprünglichen Unternehmen, der Uhrenfabrik Laco, während Frieda Lacher in die Fertigung von Präzisionsteilen für Armbanduhren einstieg. 1936 trat Erich Lacher, Frieda Lachers Sohn, in ihren Unternehmenszweig ein und übernahm schließlich dessen Leitung. Aus diesem Grund wurde die Firma auch in Erich Lacher Uhrenfabrik umbenannt. Diese produzierte erneut komplette Uhren.
Hummel gründete 1933 ebenfalls in Pforzheim das Unternehmen Durowe (Deutsche Uhren Roh Werke). Dieses entwickelte sich zu einer Marke von Weltrang und in Verbindung mit dem Schwesterunternehmen Lacher & Co. zu Pforzheims bekanntester Uhrenfabrik. Ebenso wie andere Pforzheimer Uhrenproduzenten hatte sich Hummel zum Ziel gesetzt, unabhängig von den Schweizer Herstellern zu werden und eine eigene Uhrenlinie zu erschaffen. Da die Nachfrage nach Armbanduhren in Deutschland nur langsam anstieg und viele Fabriken in Pforzheim weiterhin der Rohuhrwerke aus der Schweiz bedurften, waren Hummels Pläne nur schwer realisierbar.
Trotzdem wuchs das Unternehmen bis zum Ausbruch des Zweiten Weltkrieges kontinuierlich. Die Anzahl der pro Monat produzierten Uhrwerke stieg von 20.000 auf 30.000 an. Auch während des Krieges stellte Laco Uhrwerke und Uhren her. Insbesondere waren Fliegeruhren gefragt. Die Modelle wurden mit einem 22-Linien-Ankerbrücken-Uhrwerk von Durowe ausgestattet und über ein Chronometer mit hoher Ganggenauigkeit justiert.
Durowe sollte nicht nur Laco mit Uhrenrohwerken versorgen, sondern auch andere Uhrenhersteller. Das Produktportfolio umfasste bald ein breites Sortiment an qualitativ hochwertigen Mechanismen für Armbanduhren. Zwei runde Uhrwerke – 8¾ (Kaliber 318) und 10½ (Kaliber 410) – sowie drei nicht runde Uhrwerke – 5¼ (Kaliber 50), 7¾ × 11 (Kal 275) und 10½ – wurden produziert, unterschieden durch ein zusätzliches "F" für Formwerk. Alle Modelle waren Palettenankermechanismen mit Kupplungsaufzug. Dies stellte zu der damaligen Zeit eine Ausnahme dar. Zylinderanker- und Stiftpalettengabelmechanismen wurden immer noch bevorzugt, wobei volle Palettengabelmechanismen dazu tendierten, Ratschenwinden aufzuweisen, deren Qualität und Design nicht als ausgereift galten.

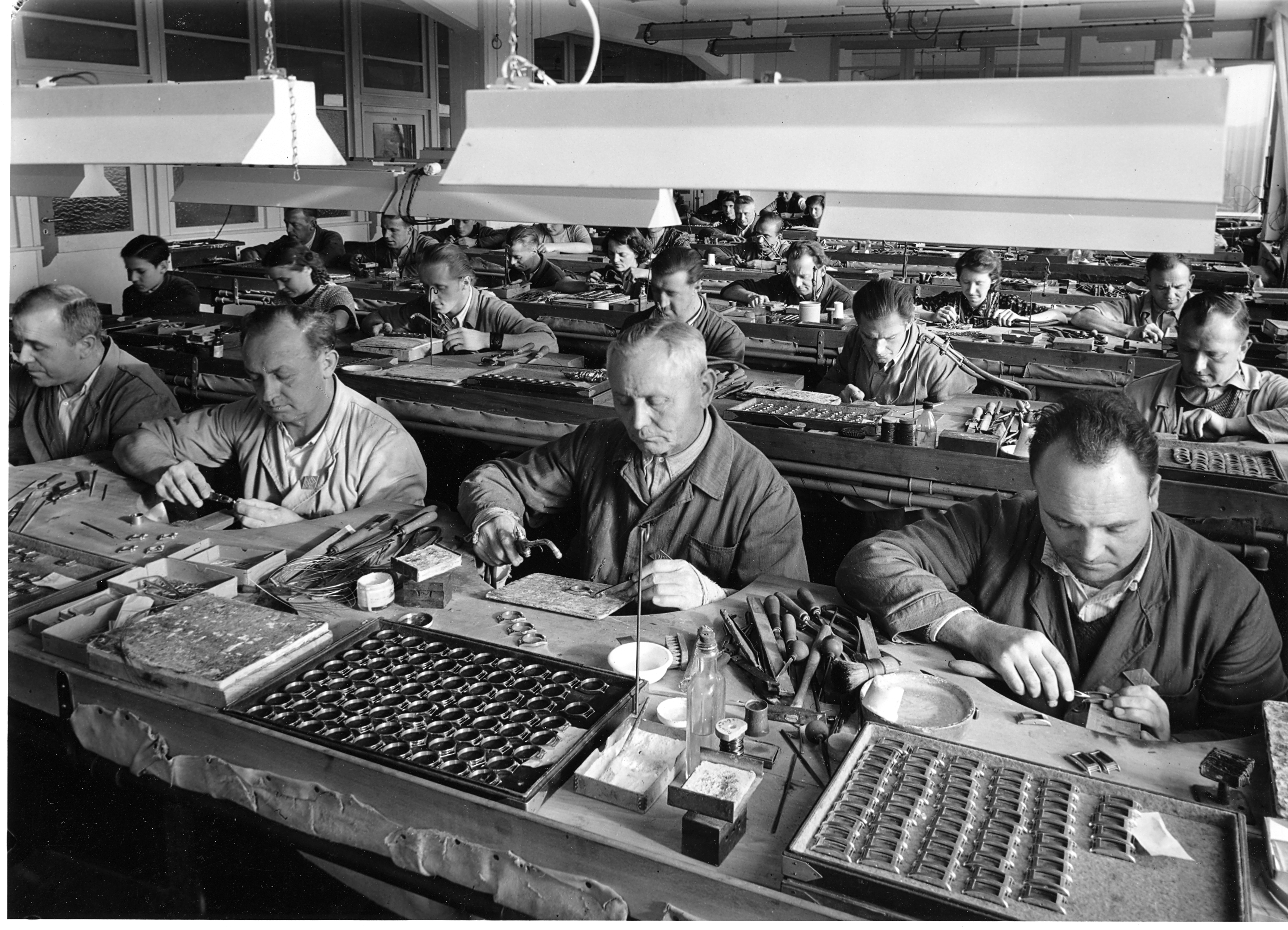
Arbeiten in der Laco Uhrenmanufaktur

Während eines Luftangriffs im Februar 1945 durch die Alliierten wurden nahezu alle Fabriken zerstört und mehr als 80 % der Stadt Pforzheim in Schutt und Asche gelegt. Doch der Wiederaufbau schritt zügig voran. Laco und die angeschlossenen Schwesterfirmen wurden 1949 wieder in Betrieb genommen. Mit Hilfe des Marshall-Plans errichtete Hummel ein 5-stöckiges Gebäude für Laco-Durowe, das später weiter ausgebaut wurde. Mitte der 1950er Jahre arbeiteten dort 1400 Menschen. Die Produktion von Rohuhrwerken stieg auf 80.000 im Monat.
Der Handaufzug ebenso wie die seit 1952 hergestellten Automatikmodelle verhalfen Laco bis 1959 zu einem starken Aufschwung. Durowe belieferte Uhrmacher mit immer mehr zuverlässigen und qualitativ hochwertigen Uhrwerken.

## Produktion in Pforzheim
Das Modell Laco-Sport hatte mit dem Duromat – 11 ½ Linien (Kaliber 552) – das erste von Durowe ab 1952 produzierte Automatikwerk. Dieses Uhrwerk, mit 18.000 Halbschwingungen und Zwei-Richtungs-Rotor, basierte auf den Kalibern 422. 1957 wurde der Laco-Chronometer mit Handaufzug 630 (13 Linien) entwickelt. Damit wollte Laco den Erfolg der Original-Fliegeruhren wiederholen. Wie viele Laco-Chronometer produziert wurden, ist unbekannt.

## Laco weltweit
Zu dieser Zeit gehörte Laco-Durowe bereits seit einigen Jahren zu der U.S. Time Corporation, besser bekannt als „Timex“. Infolge eines Umsatzrückgangs hatte Hummel das Unternehmen am 1. Februar 1959 an den amerikanischen Uhrenhersteller verkauft. Besonders interessierte sich Timex für Laco-Durowes Fortschritte hinsichtlich der Möglichkeiten elektrischer und elektronischer Uhren. 1961 kam die „Laco-electric“ auf den Markt – die erste zuverlässig funktionierende elektrische Uhr in Deutschland. Der Versuch von Helmut Epperlein aus Ersingen, 1958 die erste elektrische Uhr auf den Markt zu bringen, war aufgrund von Designfehlern weitgehend erfolglos geblieben.
Das Unternehmen blieb nicht lange in amerikanischem Besitz. Am 1. September 1965 übernahm die Schweizer Firma Ebauches S.A. Durowe. Lacher & Co. sowie Laco behielten ihre Firmennamen. Der Schweizer beabsichtigte, dass Durowe nur noch mechanische Uhrwerke für Damen- und Herrenuhren produzierte. Durch die deutsche Firma erlangte er einen leichten Zugang zu den Märkten der damaligen E.E.C. – der heutigen Europäischen Wirtschaftsgemeinschaft. Durowe blieb ein dominierender Produzent – 1974 wurden insgesamt 550.000 Uhrwerke hergestellt. Aus der japanischen Quarzkrise resultierte jedoch, dass selbst der einst mächtige Konzern Laco-Durowe bald in Vergessenheit geriet.

## Entwicklung seit den 1980er Jahren
In den 1980er Jahren sollte der Name Laco wiederbelebt werden. Die Erich Lacher Uhrenfabrik hatte als kleines Schwesterunternehmen von Laco die letzten Jahrzehnte weiterhin existiert. Am 8. September 1988 erwarb der geschäftsführende Gesellschafter Horst Günther die Namens- und Logorechte von Laco, wodurch das Unternehmen in die Lage versetzt wurde, ein modernes Sortiment hochwertiger Laco-Uhren herzustellen. Die meisten dieser Uhren sind heute noch mechanisch, laufen aber mit Schweizer oder japanischen Uhrwerken. Die Geschicke der Firma liegen in der Hand von Andreas Günther, in der sechsten Managementgeneration.
Zum 75-jährigen Bestehen der Uhrenfabrikation hat Lacher 75 seiner legendären 40er-Pilotenuhren neu aufgelegt. 80 % der verwendeten Teile wurden nach dem Originalmodell repliziert. Alle anderen Komponenten, insbesondere die Ritzel und die Radplatte für den indirekt angetriebenen zentralen Sekundenzeiger, wurden in begrenzter Anzahl hergestellt. Die 75 Limited-Edition-Uhren hatten einen Preis von 7.500 DM.
Da die Jubiläumsauflage ein großer Erfolg war, beschloss das Unternehmen, Anfang 2003 eine neue Serie der Laco-Fliegeruhr auf den Markt zu bringen. Diese fünf neuen Modelle waren exklusiv mit kunstvollen, mechanischen Uhrenwerken erhältlich – mit Genfer Streifen und gebläuten Schrauben.

## Neustart mit neuen Eigentümern
Laco segelte einige Zeit durch unruhige Gewässer und musste schließlich am 30. Juni 2009 Insolvenz anmelden. Intensive Verhandlungen mit verschiedenen Unternehmen fanden statt. Die KIENZLE AG hat sich als ungünstiger Partner erwiesen: Für kurze Zeit war Laco unter dem Dach der Kienzle Lacher Uhrenmanufaktur GmbH zu finden, aber KIENZLE ging sehr bald in Liquidation. Bereits im Frühjahr 2010 hat Laco mit acht Mitarbeitern das Geschäft wieder aufgenommen und ist zu den ursprünglichen Wurzeln zurückgekehrt: Der Fokus sollte wieder auf dem Handwerk statt auf der Industrie liegen. Unter neuer Leitung wurden die Fliegeruhren weiter veredelt. Seit 2010 hat Laco erfolgreich zwei Dutzend neue Modelle auf den Markt gebracht.

## Historische Verbindung zu B-Uhren

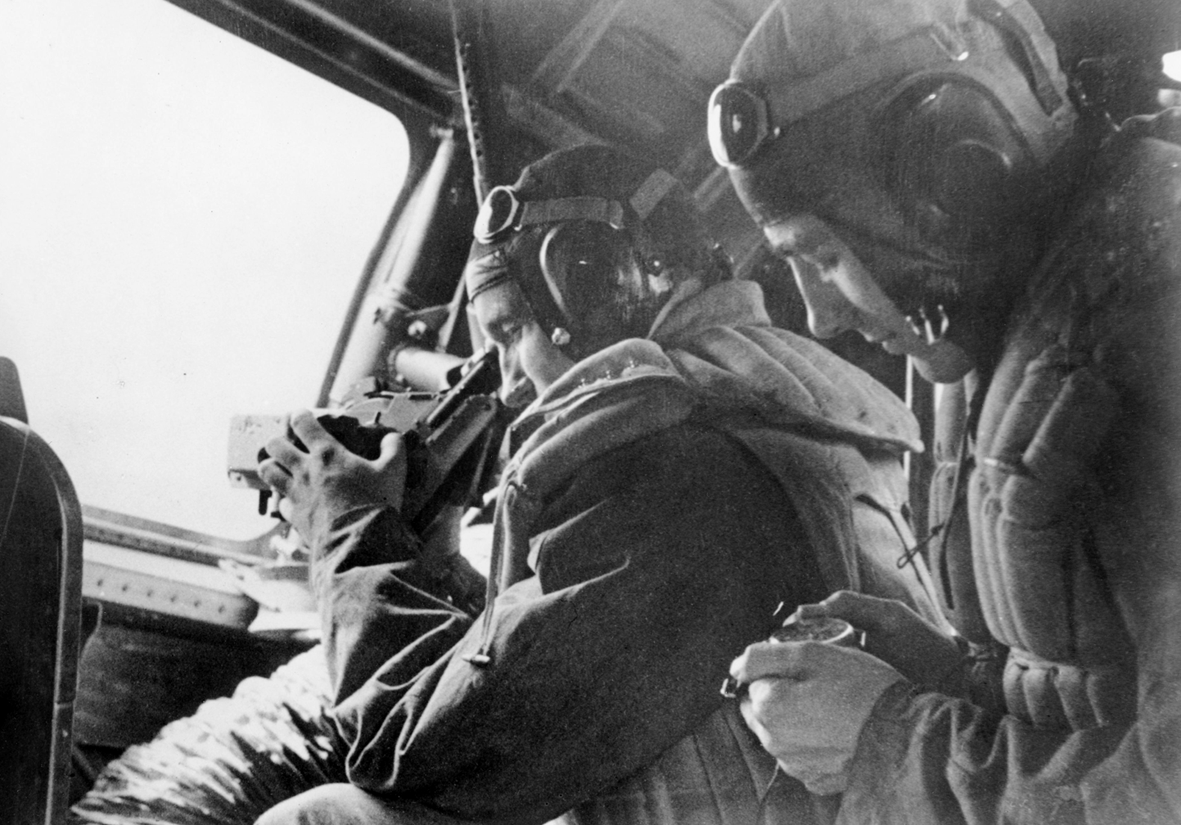
Piloten mit Fliegeruhren von Laco

Während des Zweiten Weltkriegs wurden Beobachtungsuhren – insbesondere als B-Uhren und auch als Navigator-Uhr, Piloten- oder Fliegeruhr bekannt – hergestellt. Fünf Hersteller fertigten die Beobachtungsuhren für die Deutsche Luftwaffe:
- Lange & Söhne
- Laco (Lacher & Co)
- Stowa (Walter Storz)
- Wempe (Chronometerwerke Hamburg)
- IWC

Die Uhren enthielten hochwertige Taschenuhrwerke:
- Original Fliegeruhr, offenLange & Söhne: Cal. 48/1
- Laco: Durowe cal. D 5
- Stowa: Unitas cal. 2812
- Wempe: Thommen cal. 31
- IWC: Cal. 52 SC (SC = seconde central)

Original Fliegeruhr, offen

Die Spezifikationen dieser Uhren wurden vom Reichsluftfahrtministerium (RLM) definiert. Aufgrund dieser RLM-Spezifikationen hatten alle B-Uhren folgende Merkmale:
- Gehäusedurchmesser von 55 mm
- Gravur mit FL 23883 auf der Gehäuserückseite sowie auf der linken Gehäuseseite (FL = Flug, 23 = Navigation, 883 = Spezifikation der Deutschen Versuchsanstalt für Luftfahrt)
- Ausstattung mit großen Kronen, um mit Handschuhen arbeiten zu können
- Stoppendes Uhrwerk (der Sekundenzeiger stoppt beim Herausziehen der Krone / essentiell für eine exakte Zeiteinstellung)
- Breguet-Unruhspirale
- Als Chronometer geregelt und getestet
- Lederriemen (zur Befestigung auf dem Ärmel einer Flugjacke)

## Auszeichnungen
Red Dot Design Award
- 2020: Frankfurt GMT in der Kategorie "Product Design"

iF Design Award
- 2017: Fliegeruhr Baumuster A
- 2015: Fliegeruhr Dortmund, 861751
- 2014: Absolute Quarz (Design Dietrich Lubs)[17]
- 1964: Herrenarmbanduhr 341-262 Ultraflach
- 1963: Herrenarmbanduhr

Goldene Unruh
- 2001: Laco Flieger (1. Platz in der Kategorie Uhren bis 1.000 Mark)